# 湯ノ釣温泉
湯ノ釣温泉（ゆのつるおんせん）は、大分県日田市（旧国豊後国）にある温泉。湯の釣温泉とも表記される。

## 泉質
- ナトリウム ― 炭酸水素塩・塩化物泉
  - 泉温：45 - 65℃
  - 泉色：無色透明
  - 源泉数：1
  - 飲用：可
  - 効能：神経痛、リウマチ、冷え性など

※ 効能は万人に対してその効果を保障するものではない。

## 温泉地
湯ノ釣温泉は、筑後川及び三隈川の上流にあたる玖珠川沿いの温泉。同じく玖珠川の河畔にある天ヶ瀬温泉の約2.5km上流に位置する閑静な小温泉地であることから「天ヶ瀬の奥座敷」とも呼ばれている。

## アクセス
- 鉄道・バス：JR九州久大本線天ヶ瀬駅から日田バス森町行きで約5分、湯の釣停留所下車すぐ
- 車：大分自動車道天瀬高塚ICから、県道54号、国道210号経由で天ヶ瀬温泉方面へ約15km